# GoldenEye (Lied)
GoldenEye ist ein Lied von Tina Turner aus dem Jahr 1995, das von Bono und The Edge (U2) geschrieben und von Nellee Hooper produziert wurde. Es gehört zum Soundtrack von James Bond 007 – GoldenEye und erschien daher auf dem Soundtrackalbum GoldenEye: Original Motion Picture Soundtrack from the United Artists film sowie auf Wildest Dreams von Tina Turner.

## Hintergrund
Bono und The Edge komponierten den Song, nachdem zuvor Depeche Mode schon 1994 angefragt worden waren, den Titelsong für GoldenEye zu singen. Diese waren aber noch mit ihrer Devotional Tour beschäftigt und standen nicht zur Verfügung. Stattdessen konnten die Produzenten Tina Turner als Sängerin gewinnen. Nachdem Bono und The Edge von Turners Engagement erfahren hatten, stimmten auch sie zu das Lied zu schreiben. Der Song wurde vom britischen Produzenten Nellee Hooper produziert und abgemischt, der für Massive Attack, Madonna, U2 und Björk tätig gewesen war.

## Rezeption

### Rezensionen
Larry Flick von Billboard beschrieb GoldenEye als ein „gloriously over-the-top James Bond theme“.

### Charts und Chartplatzierungen
| ChartsChartplatzierungen     | Höchstplatzierung | Wochen |
| ---------------------------- | ----------------- | ------ |
| Deutschland (GfK)            | 8 (20 Wo.)        | 20     |
| Österreich (Ö3)              | 5 (14 Wo.)        | 14     |
| Schweiz (IFPI)               | 3 (21 Wo.)        | 21     |
| Vereinigtes Königreich (OCC) | 10 (9 Wo.)        | 9      |

| ChartsJahrescharts (1996) | Platzierung |
| ------------------------- | ----------- |
| Deutschland (GfK)         | 73          |
| Schweiz (IFPI)            | 36          |

### Auszeichnungen für Musikverkäufe
| Land/Region        | Auszeichnungen für Musikverkäufe (Land/Region, Auszeichnung, Verkäufe) | Verkäufe |
| ------------------ | ---------------------------------------------------------------------- | -------- |
| Deutschland (BVMI) | Gold                                                                   | 250.000  |
| Frankreich (SNEP)  | Silber                                                                 | 125.000  |
| Schweiz (IFPI)     | Gold                                                                   | 25.000   |
| Insgesamt          | 1× Silber · 2× Gold ·                                                  | 400.000  |

Hauptartikel: Tina Turner/Auszeichnungen für Musikverkäufe